# Caspar van Wittel
Caspar van Wittel ou Gaspar van Wittel ou Caspar Adriaensz. van Wittel, appelé plus tard Gaspare Vanvitelli et Gasparo degli Occhiali, (1653, Amersfoort - 13 septembre 1736, Rome) est un peintre néerlandais du siècle d'or. Il est connu pour ses peintures de paysages, la plupart réalisées en Italie.

## Biographie
Caspar van Wittel est né en 1653 à Amersfoort aux Pays-Bas. Il apprend la peinture auprès de Thomas Jansz van Veenendaal pendant quatre ou cinq ans et ensuite auprès de Matthias Withoos pendant sept ans, jusqu'au départ de celui-ci d'Amersfoort. Ses premières œuvres ont été exécutées à Hoorn en 1672. Il est influencé par les peintres d'Amersfoort Jan van der Heyden et Gerrit Berckheyde.
Il quitte les Pays-Bas et s'installe à Rome avec sa famille vers 1675. Il se marie à Rome en 1697, et demeure dans cette ville la plupart du temps. De 1694 à 1710, il entreprend un tour d'Italie, et peint les environs des villes de Florence, Bologne, Ferrare, Venise, Milan, Plaisance et Naples. Il est considéré comme l'un des pères du védutisme italien.
Caspar van Wittel meurt à Rome en 1736. Son fils Luigi Vanvitelli, qui a italianisé son nom de famille, devient un architecte renommé.

## Œuvres
- Vérone, vue sur la rivière Adige à San Giorgio, Braida, huile sur cuivre, 38 × 45 cm, Collection privée, Vente Sotheby's 2005[2]
- La Villa Médicis à Rome (1685), tempera sur parchemin, 29 × 41 cm, Galerie Palatine, Palais Pitti, Florence[3]
- Vue du Ripa Grande à Rome (1690) , huile sur toile, 51 × 101 cm, collection privée, Vente Christie's 1997[4]
- Le Château Saint-Ange vu du sud (v.1690-1700), huile sur toile, 87 x 115 cm, Londres, collection particulière ;
- Vue de Florence (1694), huile sur toile, 103 × 133 cm, Galerie Palatine, Palais Pitti, Florence[3]
- Vue du Golfe de Naples[5], Rijksmuseum, Amsterdam ;
- Vue de Florence depuis la via Bolognese (v.1695), huile sur toile, 46 x 75 cm, Chatsworth, collection du duc de Devonshire ;
- Vue de Venise à partir de l'île saint Georges (1697), huile sur toile, 98 × 174 cm, Musée du Prado, Madrid
- Vue du Colisée et de l'arche de Constantin à Rome, huile sur toile, 49 × 108 cm, Collection privée, Robilant & Voena, Londres 2008[6]
- L'Abside de Saint-Pierre (v.1711), huile sur toile, 57 x 111 cm, Londres, collection particulière
- Rome, vue de l'abside de Saint Pierre de la vigne du Saint esprit (1712), huile sur toile, 56 × 110 cm, Collection privée, Vente Sotheby's 2003[7]
- Vue de Rome entre Saint Pierre et le Vatican, de Prati di Castello, huile sur toile, 46 × 75 cm, Collection privée, Sotheby's 2004[8]
- La Darse, huile sur toile, 45 x 98 cm, Londres, collection particulière ;
- La Villa Aldobrandini à Frascati (v.1720-1775), huile sur toile, 98 x 174 cm, Rome, collection particulière ;

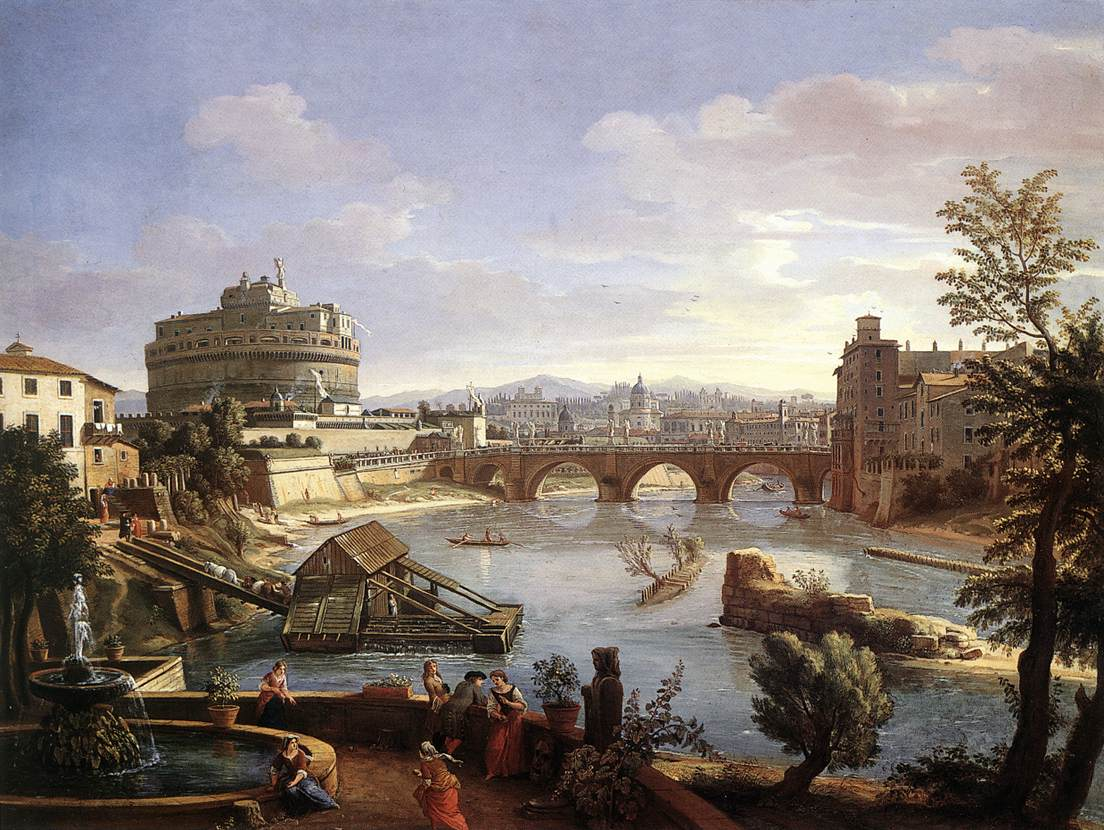
Le Château Saint-Ange vu du sud, années 1690
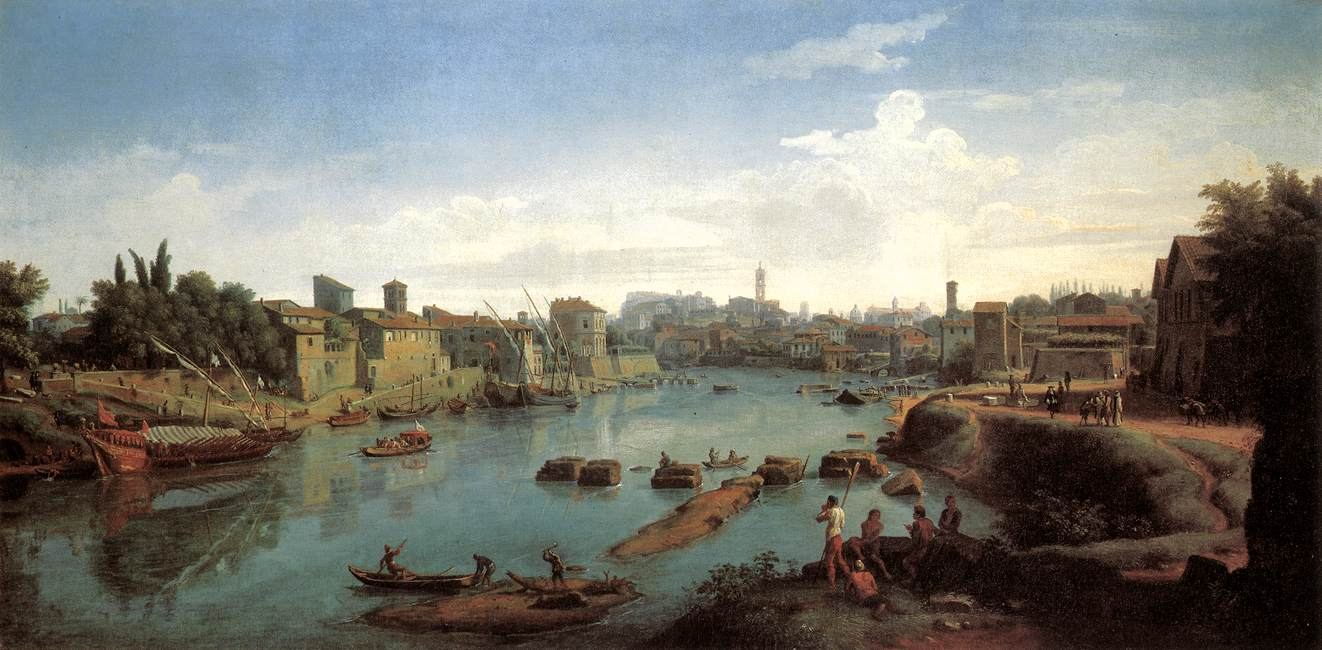
Le Tíbre et le port de Ripa Grande, Rome, 1690 Collection privée
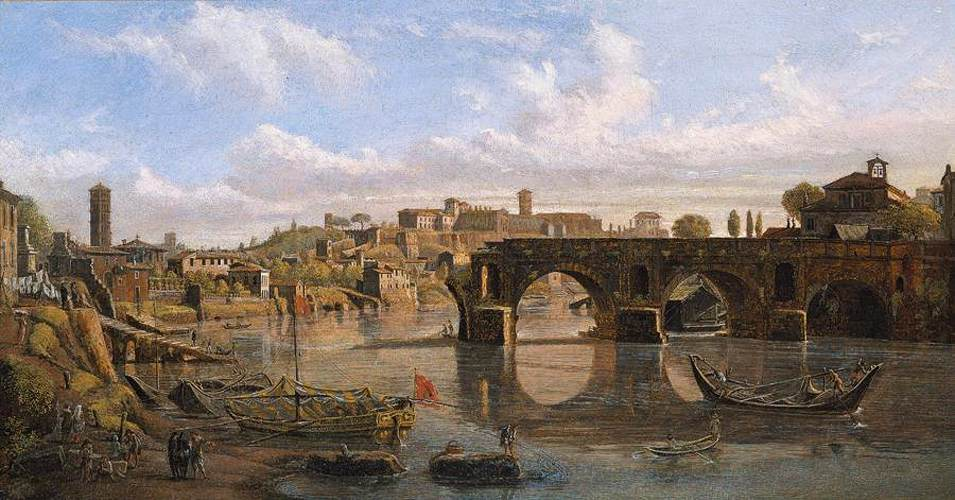
Le pont cassé sur le Tibre et la colline de l'Aventin, 1690.
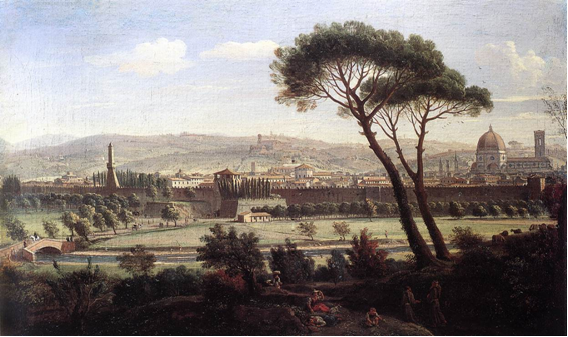
Vue de Florence à partir de la rue Bolognese, 1695.
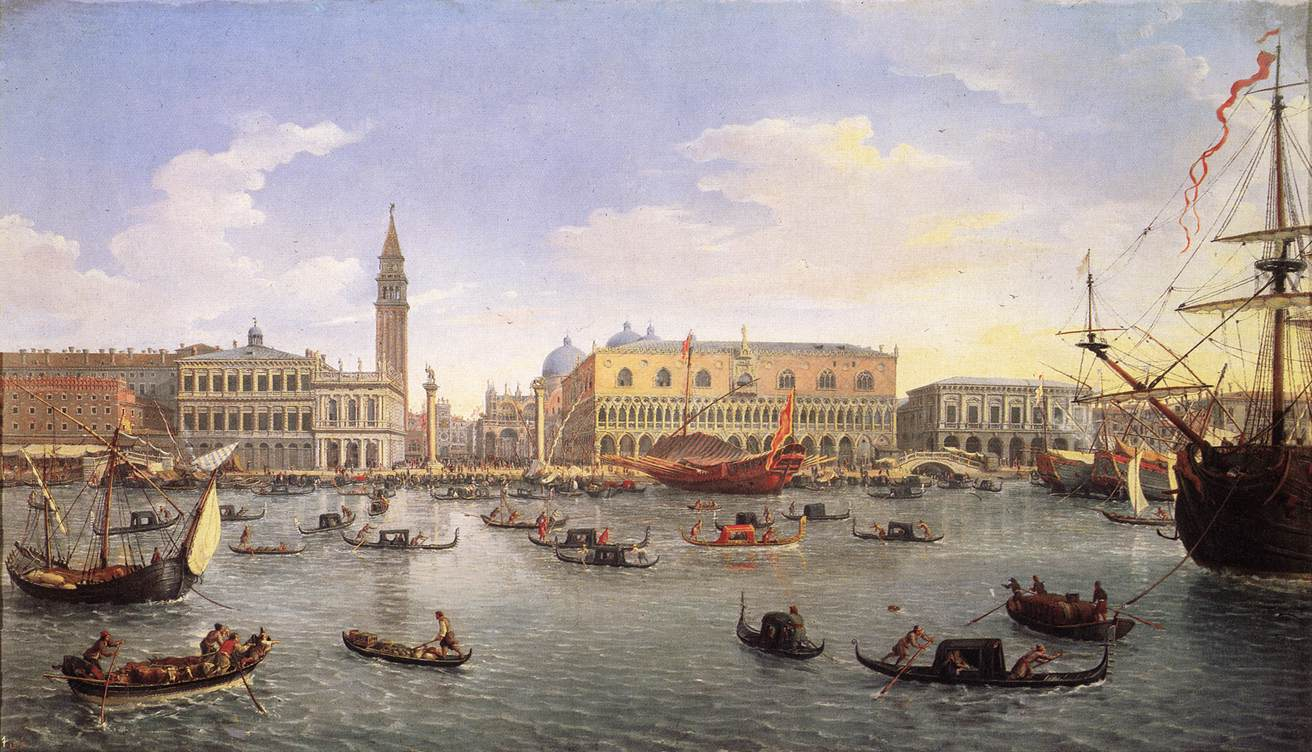
Vue de Venise depuis l'île St Georges (1697) Musée du Prado
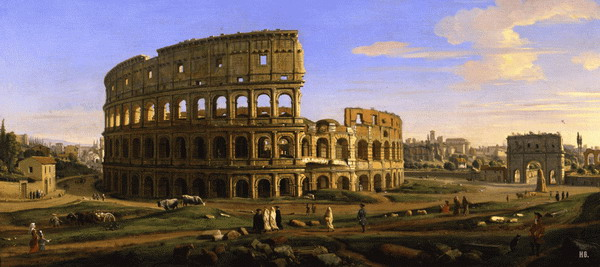
Le Colisée, 1707 Collection privée
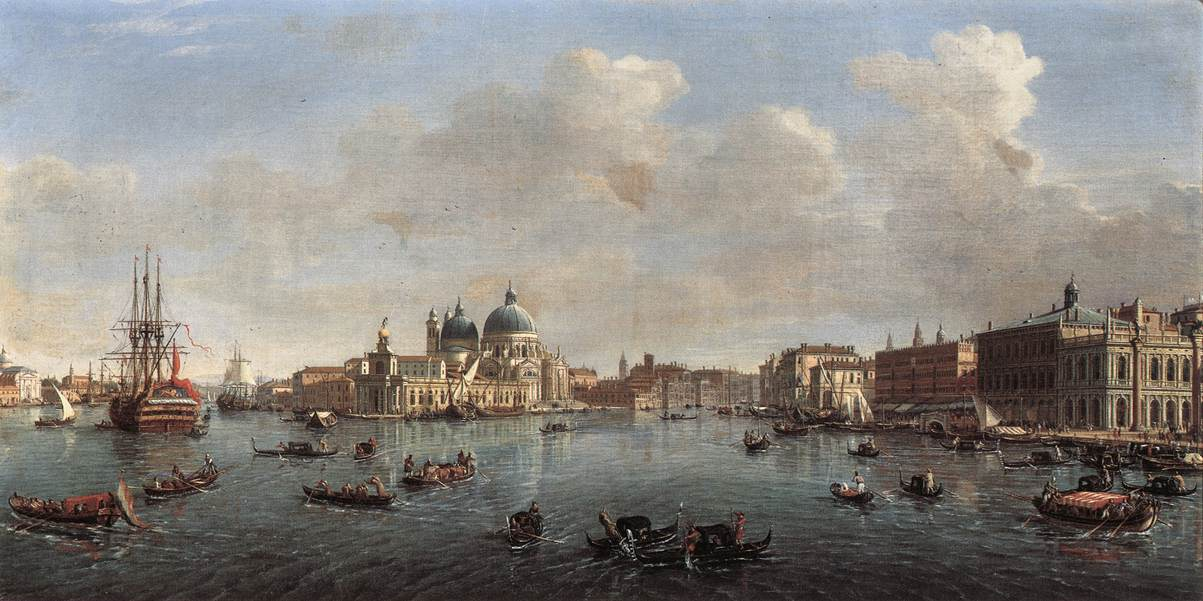
Vue de la lagune de San Marco, Venise 1710
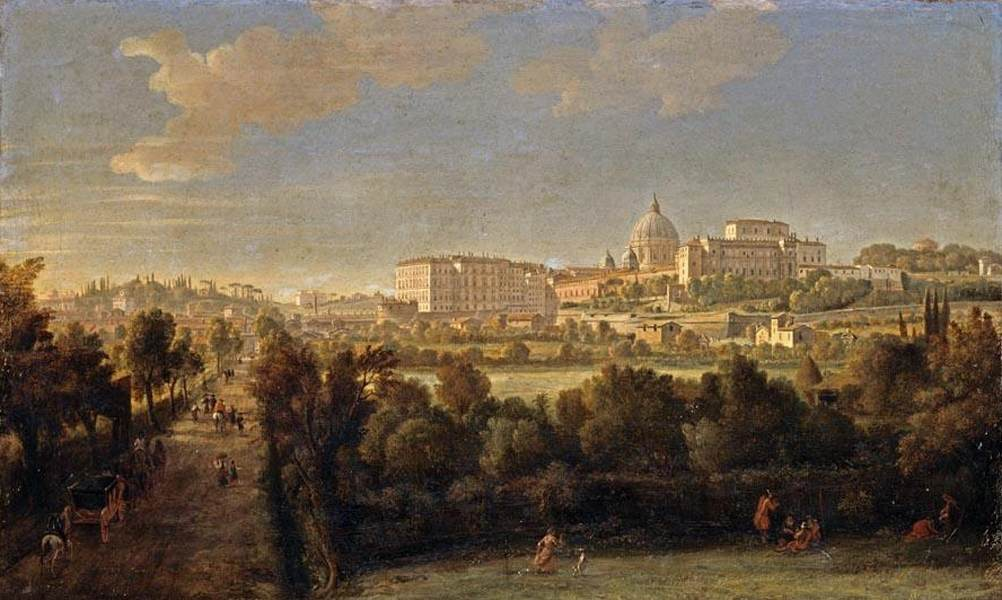
Vue du Vatican Collection privée
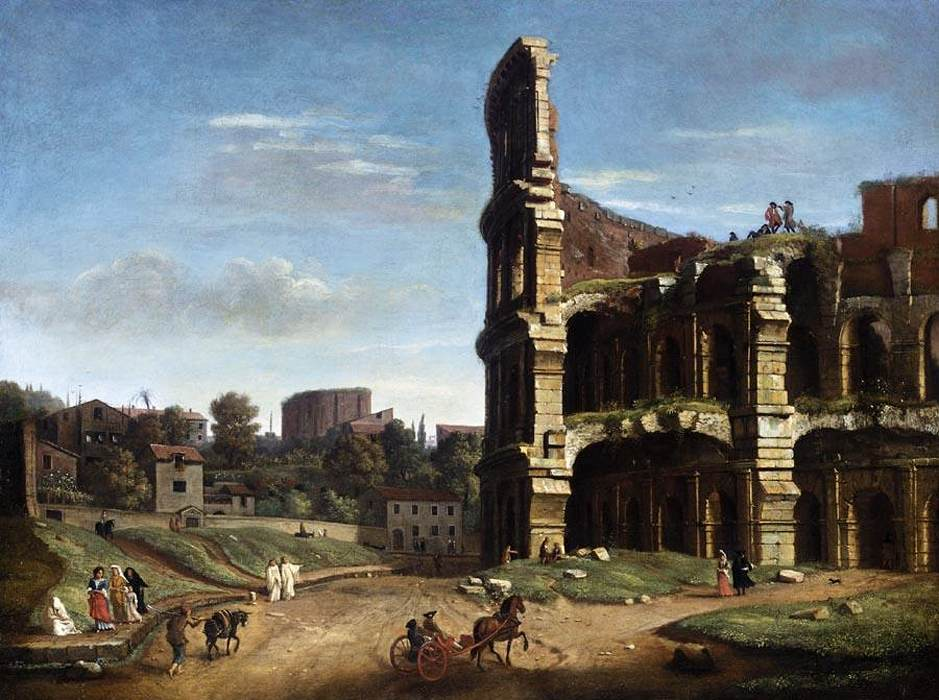
Vue du Colisée de Rome, XVIIIe
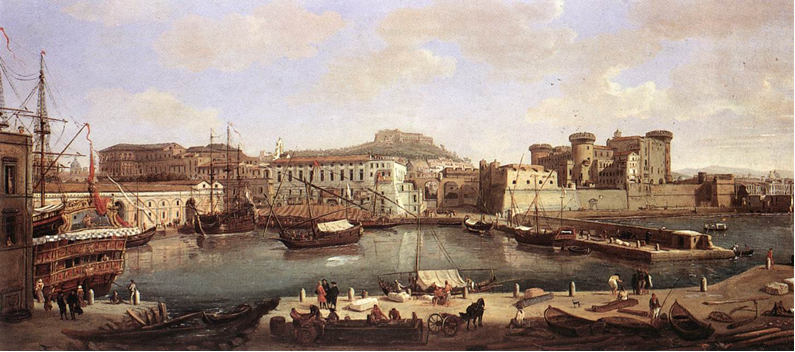
Vue sur le port de Naples, 1700-1710.
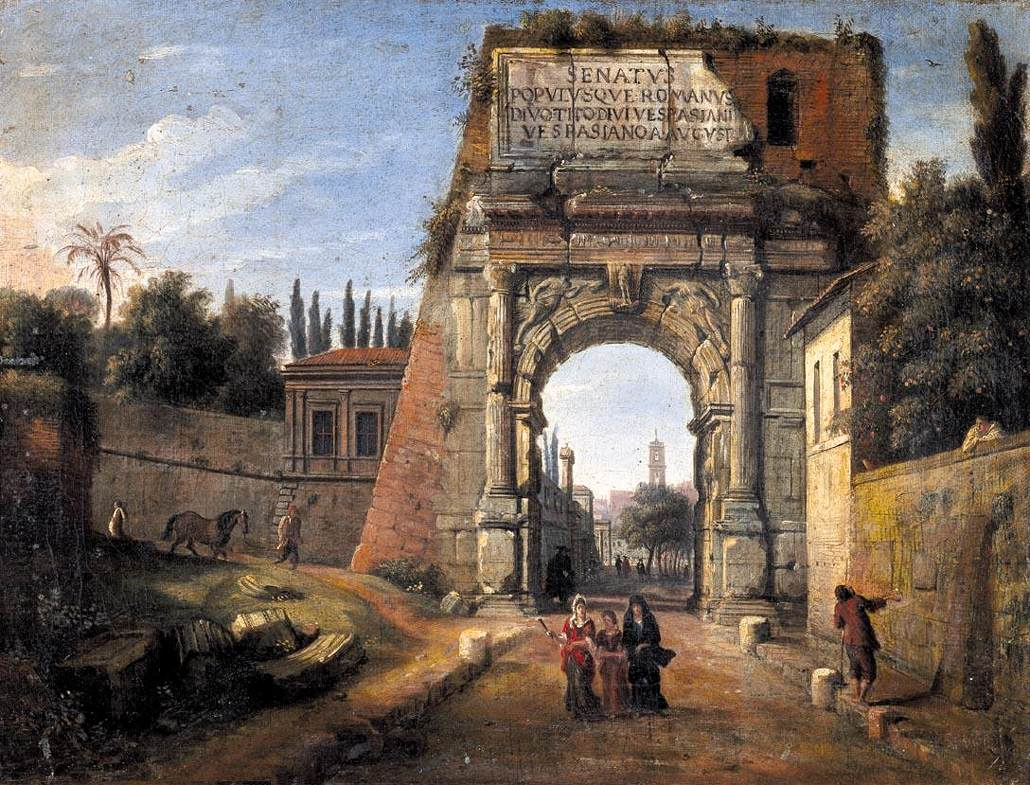
Vue l'Arc de Titus à Rome, 1710
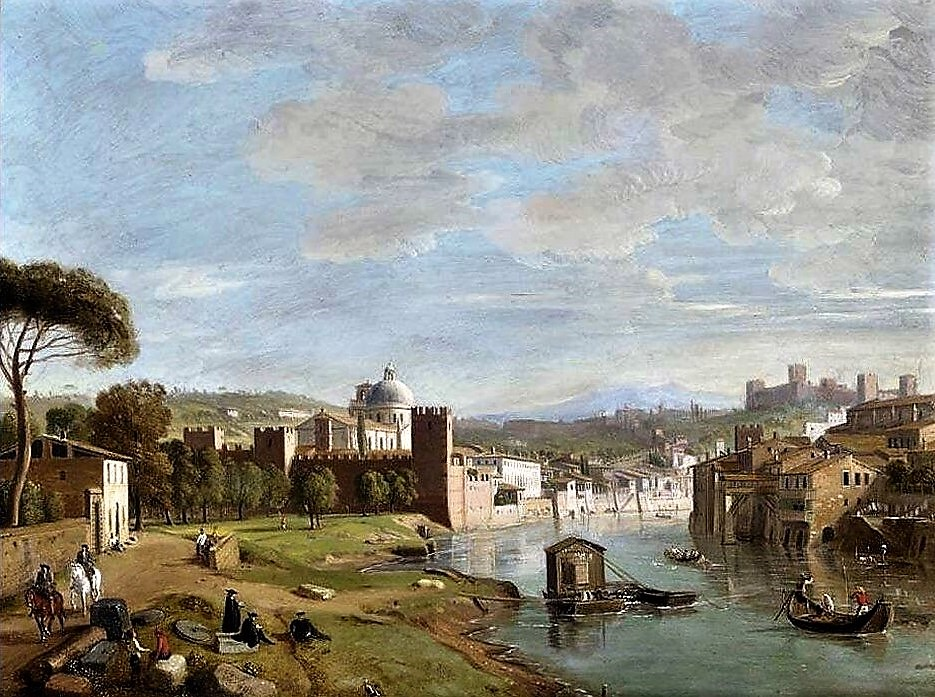
Vue de l'Adige à San Giorgio à Braida (Verone) (vers 1710) Collection privée
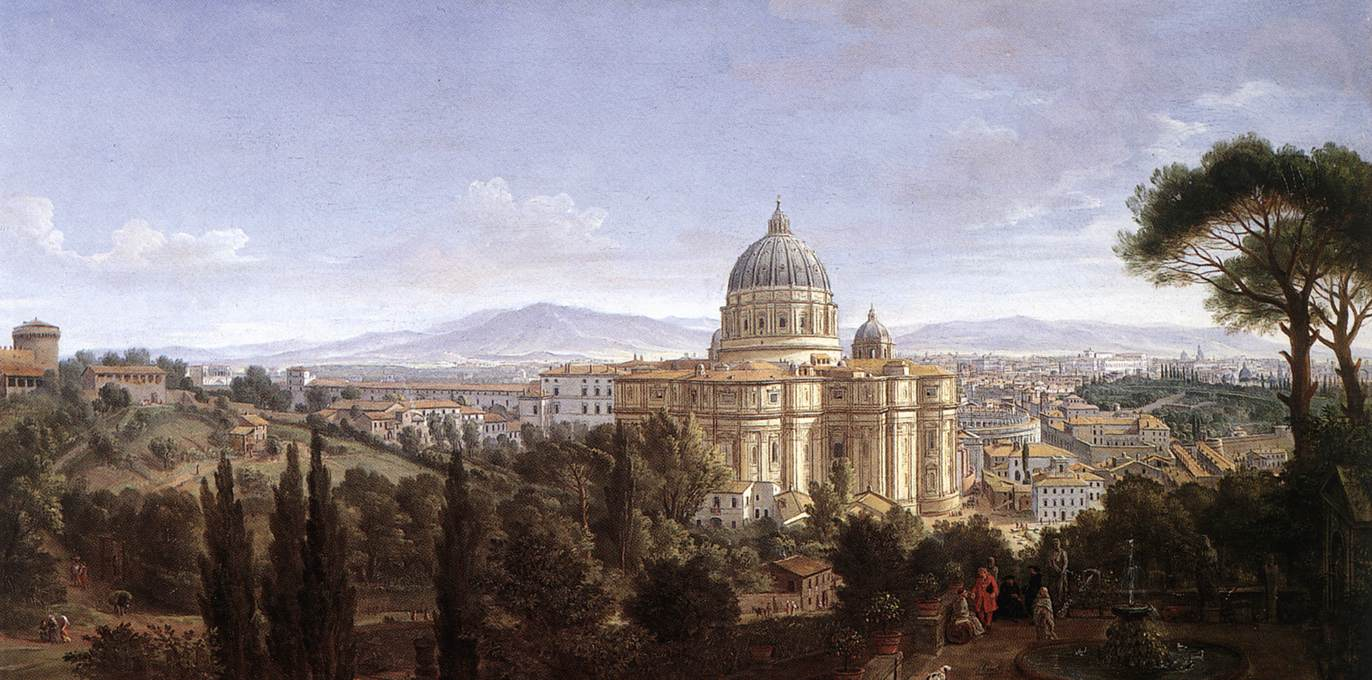
Vue de la Basilique Saint-Pierre (1712) Collection privée
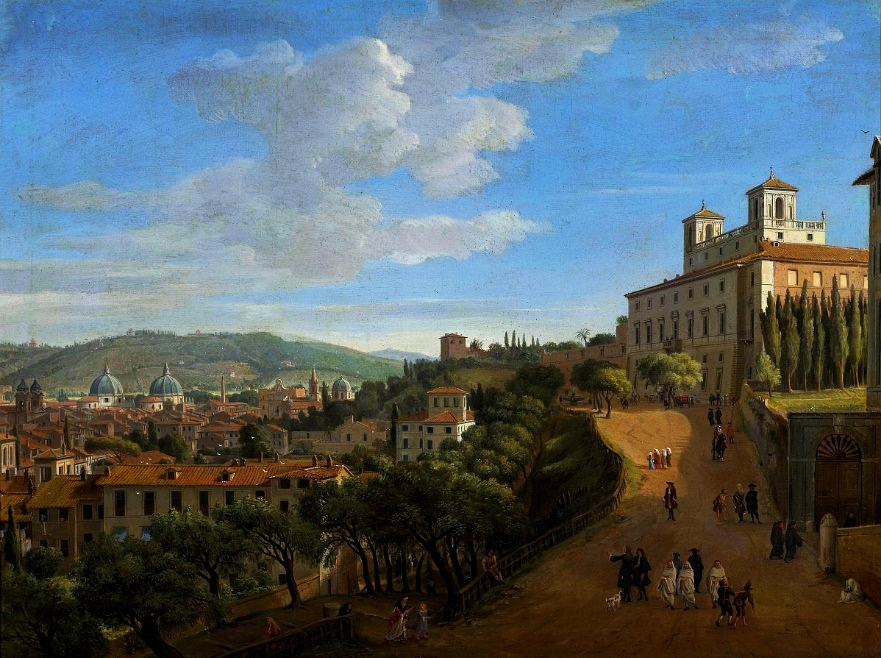
Vue de Rome depuis la villa Medicis, 1712
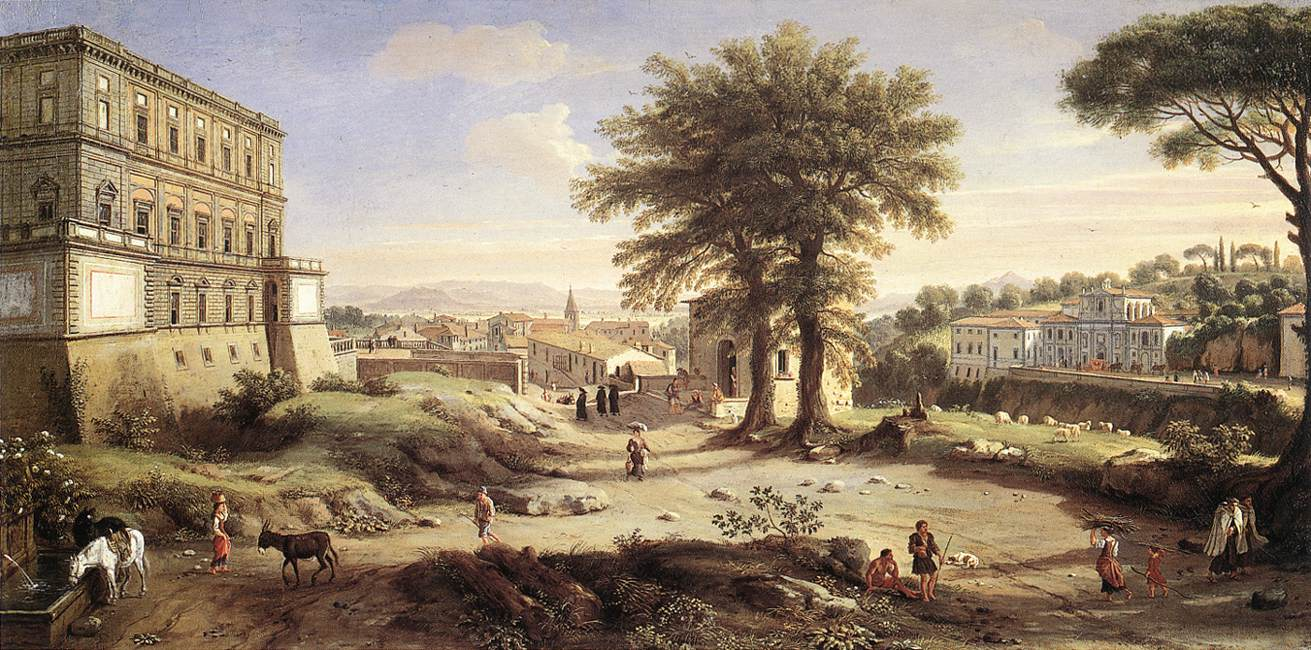
Vue de la Villa Aldobrandini à Frascati, 1720-1725.
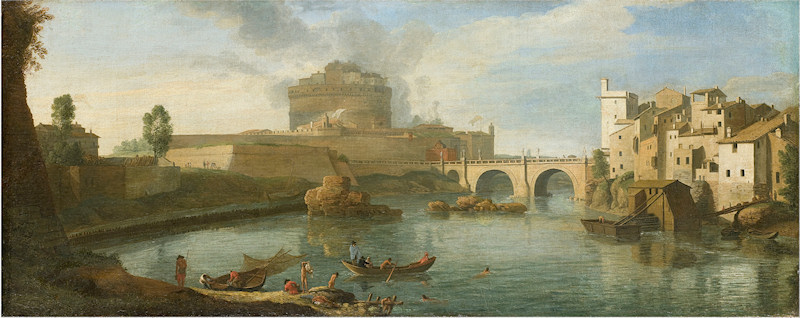
Le Tibre au château Saint-Ange, vue du sud